# Giovanna d'Aviz (monaca)
Giovanna d'Aviz conosciuta come Beata Giovanna d'Aviz o Santa Giovanna del Portogallo (in portoghese Santa Joana de Portugal o Santa Joana Princesa; Lisbona, 6 febbraio 1452 – Aveiro, 12 maggio 1490) è stata reggente del Portogallo e dell'Algarve tra il 1470 e il 1475, durante le assenze del padre.

## Origine familiare
Figlia secondogenita del re del Portogallo Alfonso V e di Isabella, figlia di Pietro, duca di Coimbra e reggente del regno del Portogallo, e di Isabella di Urgell (1409-1443), figlia del pretendente alla corona d'Aragona Giacomo II, conte di Urgell, e di Isabella d'Aragona.
Suo fratello fu il re del Portogallo Giovanni II.

## Biografia

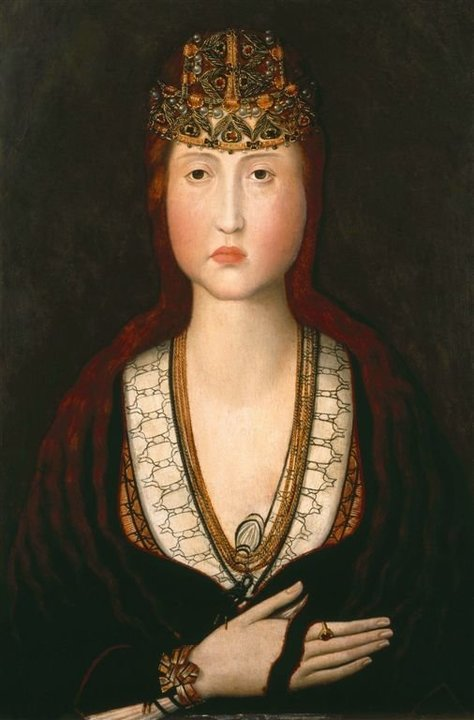
Ritratto della Beata Principessa Giovanna di Nuno Gonçalves

Giovanna, secondogenita, alla nascita fu l'erede al trono del Portogallo perché il primogenito, suo fratello Giovanni, era già morto. Lo rimase per circa tre anni, sino alla nascita del terzogenito, il futuro Giovanni II. Giovanna venne educata dalla madre alla corte di Lisbona.
Nel 1455, Giovanna rimase orfana della madre, Isabella, che aveva da poco dato l'erede maschio ad Alfonso V, morì improvvisamente (2 dicembre 1455), molto probabilmente per avvelenamento, mentre si trovava ad Évora. 
Dopo la sua morte, la sorella della madre, la zia, Filippa di Coimbra (1437-1493), che pur non essendo monaca viveva al monastero di Odivelas, si occupò dei nipoti, la piccola Giovanna e Giovanni di pochi mesi, dedicandosi completamente a loro, facendo loro da seconda madre ed educandoli nel culto del nonno Pietro, che portò Giovanni, dopo l'ascesa al trono, a combattere e perseguitare la casa di Braganza, ritenuta la responsabile delle disgrazie del nonno.

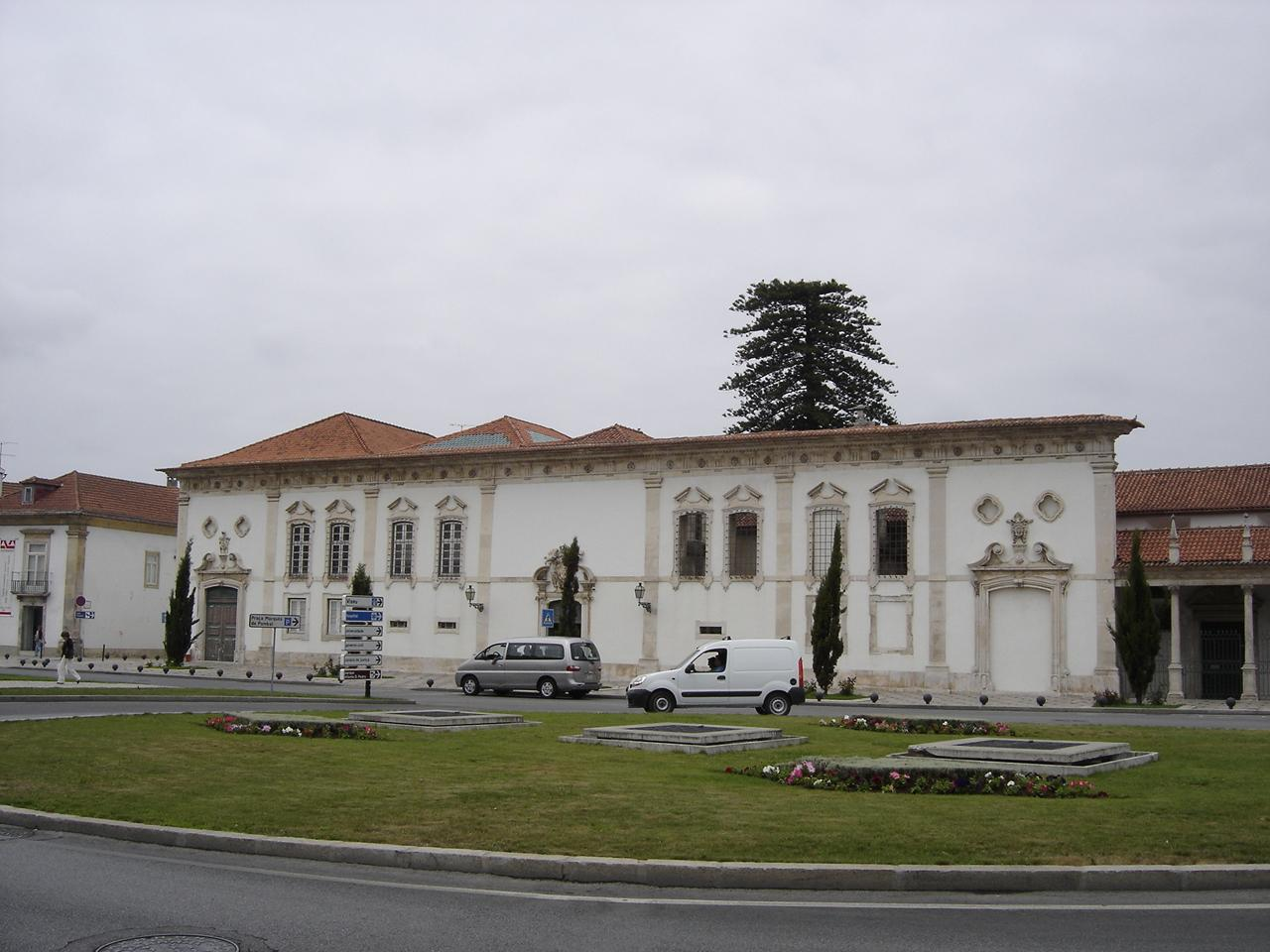
Convento del Gesù ad Aveiro, Portogallo

Forse per via dell'esempio della zia Filippa, Giovanna, fin da giovane, espresse il desiderio di ritirarsi in convento e farsi monaca; però il padre, Alfonso V, si oppose facendole notare che essendo la seconda nella linea di successione sul trono del Portogallo non poteva permetterglielo.
Nel biennio 1470-1471, fu nominata reggente del regno del Portogallo, quando suo padre, Alfonso V, si imbarcò in un'ultima campagna contro i musulmani del Nordafrica che portò alla conquista di Arzila nel 1470 e alla definitiva conquista di Tangeri nel 1471, fatto che gli guadagnò il soprannome di Africano.
Giovanna fu reggente del Portogallo e dell'Algarve nel periodo tra il 1470 e il 1475, durante le assenze del padre.
Dopo che il padre rientrò in Portogallo le propose diversi candidati per un eventuale matrimonio, ma Giovanna li rifiutò tutti e nel 1475 si ritirò nel monastero domenicano detto Mosteiro de Jesus (Monastero del Gesù), ad Aveiro, e prese i voti.
Anche se ritirata in monastero, Giovanna fu sempre una leale ed entusiasta sostenitrice del fratello, Giovanni II, sia nella politica che nella vita privata.

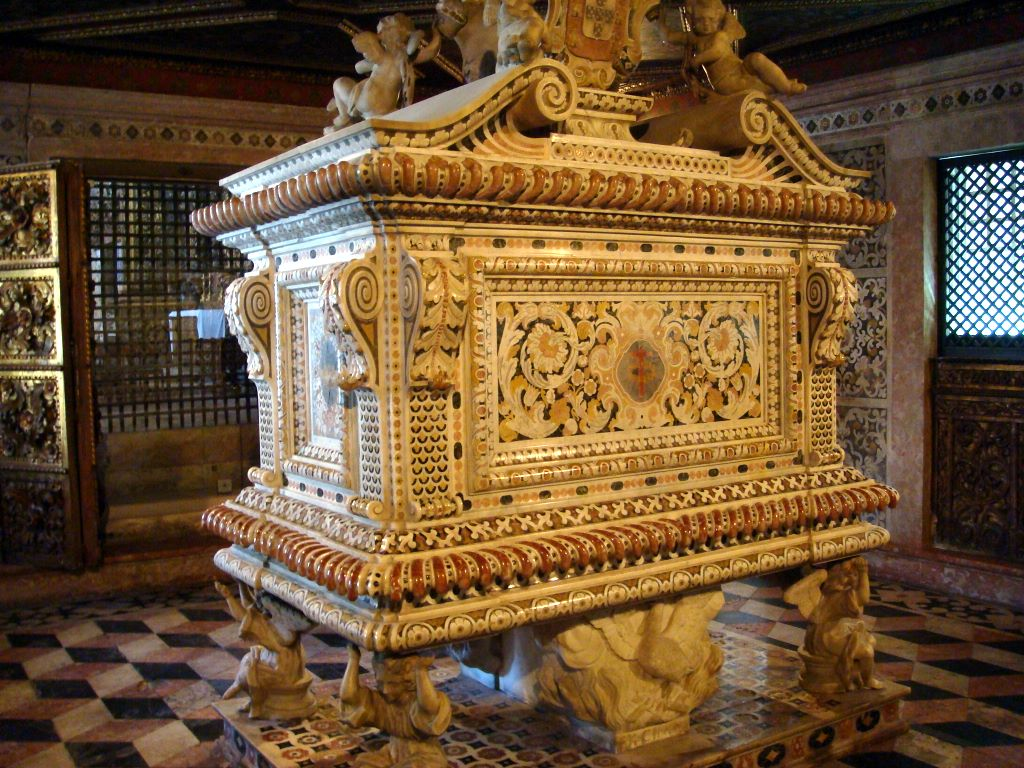
Tomba di Giovanna d'Aviz, nel convento del Gesù ad Aveiro, Portogallo

Giovanna morì il 12 maggio del 1490 a Aveiro e fu tumulata nel suo monastero, dove aveva trascorso gli ultimi quindici anni. Lì ancora si trovano e sono venerati i suoi resti, custoditi in un'arca monumentale. 
Subito dopo la sua morte si sparse la voce di molte guarigioni e di miracoli di Giovanna. Il papa Innocenzo XII la beatificò nel 1693.
Pur non essendo stata santificata, Giovanna si festeggia come santa in tutto il Portogallo, ed in particolare ad Aveiro, il 12 maggio.

## Discendenza
Giovanna non ebbe discendenza.

## Ascendenze
|                          |                           |                         | Genitori                                   |  |  | Nonni |  |  | Bisnonni                  |  |  | Trisnonni               |  |
|                          |                           |                         |                                            |  |  |       |  |  | Giovanni I del Portogallo |  |  | Pietro I del Portogallo |  |
|                          |                           |                         |                                            |  |  |       |  |  | Giovanni I del Portogallo |  |  | Pietro I del Portogallo |  |
|                          |                           | Teresa Lourenço         |                                            |  |  |       |  |  | Giovanni I del Portogallo |  |  |                         |  |
| Edoardo del Portogallo   |                           |                         |                                            |  |  |       |  |  | Giovanni I del Portogallo |  |  |                         |  |
|                          |                           | Filippa di Lancaster    | Giovanni Plantageneto, I duca di Lancaster |  |  |       |  |  |                           |  |  |                         |  |
|                          |                           | Filippa di Lancaster    | Giovanni Plantageneto, I duca di Lancaster |  |  |       |  |  |                           |  |  |                         |  |
|                          |                           | Filippa di Lancaster    | Bianca di Lancaster                        |  |  |       |  |  |                           |  |  |                         |  |
| Alfonso V del Portogallo |                           | Filippa di Lancaster    |                                            |  |  |       |  |  |                           |  |  |                         |  |
|                          |                           | Ferdinando I d'Aragona  | Giovanni I d'Aragona                       |  |  |       |  |  |                           |  |  |                         |  |
|                          |                           | Ferdinando I d'Aragona  | Giovanni I d'Aragona                       |  |  |       |  |  |                           |  |  |                         |  |
|                          |                           | Ferdinando I d'Aragona  | Eleonora d'Aragona                         |  |  |       |  |  |                           |  |  |                         |  |
| Eleonora di Trastamara   |                           | Ferdinando I d'Aragona  |                                            |  |  |       |  |  |                           |  |  |                         |  |
|                          |                           | Eleonora d'Alburquerque | Sancho d'Alburquerque                      |  |  |       |  |  |                           |  |  |                         |  |
|                          |                           | Eleonora d'Alburquerque | Sancho d'Alburquerque                      |  |  |       |  |  |                           |  |  |                         |  |
|                          |                           | Eleonora d'Alburquerque | Beatrice del Portogallo                    |  |  |       |  |  |                           |  |  |                         |  |
| Giovanna d'Aviz          |                           | Eleonora d'Alburquerque |                                            |  |  |       |  |  |                           |  |  |                         |  |
|                          | Giovanni I del Portogallo | Pietro I del Portogallo |                                            |  |  |       |  |  |                           |  |  |                         |  |
|                          | Giovanni I del Portogallo | Pietro I del Portogallo |                                            |  |  |       |  |  |                           |  |  |                         |  |
|                          | Giovanni I del Portogallo | Teresa Lourenço         |                                            |  |  |       |  |  |                           |  |  |                         |  |
| Pietro d'Aviz            | Giovanni I del Portogallo |                         |                                            |  |  |       |  |  |                           |  |  |                         |  |
|                          |                           | Filippa di Lancaster    | Giovanni Plantageneto, I duca di Lancaster |  |  |       |  |  |                           |  |  |                         |  |
|                          |                           | Filippa di Lancaster    | Giovanni Plantageneto, I duca di Lancaster |  |  |       |  |  |                           |  |  |                         |  |
|                          |                           | Filippa di Lancaster    | Bianca di Lancaster                        |  |  |       |  |  |                           |  |  |                         |  |
| Isabella d'Aviz          |                           | Filippa di Lancaster    |                                            |  |  |       |  |  |                           |  |  |                         |  |
|                          |                           | Giacomo II di Urgell    | Pietro II di Urgell                        |  |  |       |  |  |                           |  |  |                         |  |
|                          |                           | Giacomo II di Urgell    | Pietro II di Urgell                        |  |  |       |  |  |                           |  |  |                         |  |
|                          |                           | Giacomo II di Urgell    | Margherita del Monferrato                  |  |  |       |  |  |                           |  |  |                         |  |
| Isabella di Urgell       |                           | Giacomo II di Urgell    |                                            |  |  |       |  |  |                           |  |  |                         |  |
|                          |                           | Isabella d'Aragona      | Pietro IV d'Aragona                        |  |  |       |  |  |                           |  |  |                         |  |
|                          |                           | Isabella d'Aragona      | Pietro IV d'Aragona                        |  |  |       |  |  |                           |  |  |                         |  |
|                          |                           | Isabella d'Aragona      | Sibilla di Fortià                          |  |  |       |  |  |                           |  |  |                         |  |
|                          |                           | Isabella d'Aragona      |                                            |  |  |       |  |  |                           |  |  |                         |  |